# Night Driver
Night Driver – trzeci studyjny album angielskiej, pop-rockowej grupy Busted wydany 25 listopada 2016. W grudniu 2016 roku album dotarł do trzynastego miejsca UK Albums Chart.
Album został zadedykowany zmarłemu saksofoniście Brianowi Gallagher, który brał udział w nagrywaniu utworów "On What You're On" i "I Will Break Your Heart".

## Lista utworów
1. „Coming Home” (James Bourne, Matt Willis, Charlie Simpson)
2. „Night Driver” (Bourne, Willis, Simpson, John Fields)
3. „On What You're On” (Bourne, Willis, Simpson, Fields, Lauren Christy)
4. „New York” (Bourne, Willis, Simpson, Fields)
5. „Thinking Of You” (Bourne, Willis, Simpson, Fields, Eric Bazilian, Alex Drury)
6. „Without It” (Bourne, Willis, Simpson, Fields, Bazilian, Christy)
7. „One Of A Kind” (Bourne, Fields, Kelly Scott)
8. „I Will Break Your Heart” (Bourne, Willis, Simpson, Fields)
9. „Kids With Computers” (Bourne, Willis, Simpson, Fields)
10. „Easy” (Bourne, Bazilian)
11. „Out Of Our Minds” (Bourne, Willis, Simpson, Fields)
12. „Those Days Are Gone” (Bourne, Willis, Simpson, Fields)